# Eagle-Eye Cherry
Eagle-Eye Cherry (Stockholm, 7 mei 1968) is een Zweeds artiest. Zijn eerste album bracht hij uit onder de naam Eagle-Eye, maar hij veranderde dat snel weer in Eagle-Eye Cherry.

## Biografie
Cherry is de zoon van de legendarische jazztrompettist Don Cherry en halfbroer van hiphopzangeres Neneh Cherry. Hij groeide op in Zweden, maar verhuisde naar New York in de puberteit en ging regelmatig met zijn vader mee op tournee. Hij leerde drummen en ging naar The School of Performing Arts in Manhattan, waar hij opviel door zijn goede drumkwaliteiten. Naast het maken van muziek en het schrijven van nummers heeft hij ook geacteerd. Ondanks een groeiende interesse in het theater ging hij in 1994 toch verder met nummers schrijven en maakte korte tijd deel uit van een band.
Begin 1996 kreeg hij van het Sony-label Work Records een contract aangeboden, en twee jaar lang werkte hij aan zijn debuutalbum Desireless. Van dat album werd 'Save Tonight' op single uitgebracht, want het werd in 1998 een grote internationale hit, in Engeland heeft het lange tijd in de Top 40 gestaan, en ook in de VS en in Nederland kwam het in de top 100.
Hij kreeg onder meer een Grammy-nominatie voor dit succes. Dankzij zijn succes komt hij in aanraking met Carlos Santana, met wie hij de studio induikt en gaat toeren. Producer Rick Rubin toont ook interesse en helpt Cherry met het maken van zijn volgende album. Present/Future kwam eind 2001 uit, maar leverde geen grote successen op. Hij maakte nog een single in die tijd erna, zoals 'Long way around', deze kwam in het Verenigd Koninkrijk op de nummer 4 plaats en in Nederland kwam het net in de Top 100.

## Discografie

### Albums
- Desireless - 1998
- Living in the Present Future - 2001
- Present/Future - 2001
- Sub Rosa - 2003
- Live and Kicking - 2006
- Can't Get Enough - 2012
- Streets of You - 2018

### Singles
- "Save Tonight" - 1997/1998
- "Falling in Love Again" - 1998
- "Permanent Tears" - 1999
- "Promises Made" - 2000
- "Are You Still Having Fun? - 2000
- "Long Way Around"- 2001
- "Skull Tattoo" - 2003
- "Don't Give Up" - 2003

### NPO Radio 2 Top 2000
| Nummer met noteringen in de NPO Radio 2 Top 2000 | '09  | '10  | '11  | '12  | '13  | '14  | '15  | '16  | '17  |
| ------------------------------------------------ | ---- | ---- | ---- | ---- | ---- | ---- | ---- | ---- | ---- |
| Save Tonight                                     | 1797 | 1588 | 1367 | 1585 | 1548 | 1277 | 1534 | 1710 | 1992 |

1. ↑  Een vetgedrukt getal geeft de hoogste notering aan.
2. ↑  2009 was het eerste jaar met een notering voor dit nummer.
3. ↑  Deze tabel is bijgewerkt tot en met de laatste editie (2024).